# スタディオン・ポリュド
スタディオン・ポリュドは、クロアチアのスプリトにある多目的スタジアムである。主にサッカーや陸上競技が行われる。
サッカークラブのハイドゥク・スプリトがホームスタジアムとして使用する。

## 概要
スタジアムは1979年に開催された地中海競技大会のための競技場として建設された。
1990年にヨーロッパ陸上競技選手権大会が開催された。
2010年にIAAFコンチネンタルカップが開催された。開催に合わせて、新しい座席への変更等の改装が行われた。
2011年7月23日、ハイドゥク・スプリトの創設100周年記念試合として、FCバルセロナ戦が行われた。
2015年、クロアチアの文化遺産に登録された。